# Puya ponderosa
Puya ponderosa är en gräsväxtart som beskrevs av Lyman Bradford Smith. Puya ponderosa ingår i släktet Puya och familjen Bromeliaceae. Inga underarter finns listade i Catalogue of Life.